# Kygo

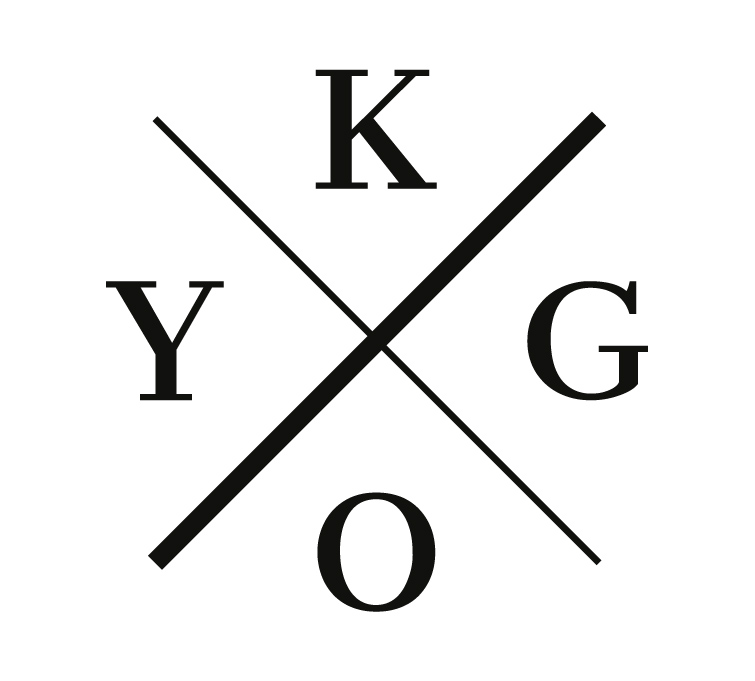
Logo Kygo

Kygo, właśc. Kyrre Gørvell-Dahll (czytaj 'ɕyʷ:ɾə 'gø:rvɛɫ̪ daːɫ̪, ur. 11 września 1991 w Singapurze) – norweski producent muzyczny, DJ i remikser. Popularność przyniosły mu remiks utworu „I See Fire” Eda Sheerana oraz single „Firestone” i „Stole the Show”.

## Kariera

### Wczesne życie i początki kariery
Kygo rozpoczął naukę gry na fortepianie w wieku sześciu lat. W wieku 15 lat zdecydował remiksować i tworzyć utwory muzyki elektronicznej po odkryciu Aviciiego.
Kygo stał się znany na początku roku 2013 dzięki remiksowi utworu „I See Fire” Eda Sheerana. Utwór został otworzony ponad 36 milionów razy w serwisie SoundCloud i ponad 85 miliony razy w serwisie YouTube. W 2014 Chris Martin poprosił go o remiks do utworu „Midnight” zespołu Coldplay.

### 2014
W 2014 supportował Aviciiego podczas Findings Festival w Oslo. Zastąpił on również Aviciiego podczas TomorrowWorld 2014, z powodu problemów zdrowotnych Szweda. W wywiadzie dla tygodnika Billboard Kygo mówił o swoich remiksach utworów Coldplaya i Diplo oraz o jego trasie koncertowej po Ameryce Północnej.
Pierwszym utworem Kygo wydanym jako singel był remiks utworu The Weeknd zatytułowany „Often”. W grudniu 2014 roku został wydany jego drugi singel zatytułowany „Firestone”, na którym gościnnie wystąpił australijski wokalista Conrad Sewell. Był on na szczytach list przebojów m.in. w Norwegii, Szwecji, Finlandii i Niemczech. Singel pięć razy uzyskał status platynowej płyty w Norwegii i Szwecji.

### 2015
Pierwszym jego singlem wydanym w 2015 roku był „ID”, który został zaprezentowany po raz pierwszy na Ultra Music Festival. Był on notowany na listach przebojów m.in. w Norwegii, Holandii i Szwecji. We wrześniu 2015 roku utwór „ID” pojawił się na ścieżce dźwiękowej do gry komputerowej FIFA 16. Kolejnym singlem Kygo był „Stole the Show” nagrany z gościnnym udziałem Parsona Jamesa. Utwór miał swoją premierę 23 marca podczas YouTube Music Awards 2015. Utwór był notowany na pierwszych miejscach list przebojów m.in. w Norwegii, Szwecji. W obu tych krajach singel uzyskał status platynowej płyty pięciokrotnie. Trzecim singlem w 2015 r. był „Epsilon”, nie odniósł on większego sukcesu. „Nothing Left” z gościnnym udziałem Willa Hearda wydany w lipcu był odnotowany na pierwszym miejscu norweskiej listy przebojów, gdzie uzyskał również status złotej płyty.
We wrześniu tego roku został opublikowany singel „Here for You” z wokalem Elli Henderson znanej przede wszystkim z utworu „Ghost”.

## Dyskografia

### Albumy
- Cloud Nine (2016) – platynowa płyta w Polsce[19]
- Kids in Love (2017) – platynowa płyta w Polsce[20]
- Golden Hour (2020) – złota płyta w Polsce[21]
- Thrill of the Chase (2022)
- Kygo (2024)

### EP
- Stargazing (2017)

### Single
| Rok                                                      | Singel                                                | Pozycje na listach przebojów | Pozycje na listach przebojów | Pozycje na listach przebojów | Pozycje na listach przebojów | Pozycje na listach przebojów | Pozycje na listach przebojów | Pozycje na listach przebojów | Pozycje na listach przebojów | Pozycje na listach przebojów | Pozycje na listach przebojów | Certyfikat | Album                          |
| Rok                                                      | Singel                                                | NOR                          | AUS                          | AUT                          | BEL (FL)                     | FIN                          | GER                          | NLD                          | SWE                          | SWI                          | UK                           | Certyfikat | Album                          |
| -------------------------------------------------------- | ----------------------------------------------------- | ---------------------------- | ---------------------------- | ---------------------------- | ---------------------------- | ---------------------------- | ---------------------------- | ---------------------------- | ---------------------------- | ---------------------------- | ---------------------------- | --- | ------------------------------ |
| 2014                                                     | „Often” (Kygo Remix) (wspólnie z The Weekndem)        | 12                           | –                            | –                            | –                            | –                            | –                            | 65                           | 55                           | –                            | 65                           | | –                              |
| 2014                                                     | „Firestone” (gościnnie: Conrad Sewell)                | 1                            | 10                           | 5                            | 4                            | 3                            | 3                            | 4                            | 2                            | 4                            | 8                            | - NOR: 5× platynowa płyta - AUS: platynowa płyta - BEL: złota płyta - GER: złota płyta - ITA: 2× platynowa płyta - SPA: złota płyta - SWE: 5× platynowa płyta - UK: platynowa płyta       | Cloud Nine                     |
| 2015                                                     | „ID (Ultra Music Festival Anthem)”                    | 31                           | –                            | –                            | –                            | –                            | –                            | 83                           | 76                           | –                            | –                            | | –                              |
| 2015                                                     | „Stole the Show” (gościnnie: Parson James)            | 1                            | 53                           | 5                            | 7                            | 2                            | 2                            | 3                            | 1                            | 3                            | 24                           | - NOR: 5× platynowa płyta - BEL: złota płyta - ITA: platynowa płyta - NZL: platynowa płyta - SPA: platynowa płyta - SWE: 5× platynowa płyta - UK: srebrna płyta - POL: 4× platynowa płyta | Cloud Nine                     |
| 2015                                                     | „Epsilon”                                             | 23                           | –                            | –                            | 67                           | –                            | –                            | 75                           | 57                           | –                            | –                            | | –                              |
| 2015                                                     | „Nothing Left” (gościnnie: Will Heard)                | 1                            | 69                           | 58                           | 57                           | 11                           | 57                           | 81                           | 14                           | 26                           | 79                           | - NOR: złota płyta | Cloud Nine                     |
| 2015                                                     | „Here for You” (gościnnie: Ella Henderson)            | 9                            | –                            | 58                           | 50                           | –                            | 63                           | 12                           | 16                           | 17                           | 18                           | - NOR: złota płyta | –                              |
| 2015                                                     | „Stay” (gościnnie: Maty Noyes)                        | 2                            | 67                           | 30                           | 2                            | 13                           | 38                           | 10                           | 3                            | 11                           | 20                           | - AUS: złota płyta - BEL: złota płyta - UK: złota płyta - POL: platynowa płyta | Cloud Nine                     |
| 2016                                                     | „Raging” (gościnnie: Kodaline)                        | 2                            | –                            | 47                           | 52                           | –                            | 69                           | 26                           | 6                            | 24                           | 42                           | - POL: złota płyta | Cloud Nine                     |
| 2016                                                     | „Carry Me” (gościnnie: Julia Michaels)                | 39                           | 77                           | –                            | –                            | –                            | –                            | –                            | –                            | –                            | 133                          | | Cloud Nine                     |
| 2017                                                     | „It Ain’t Me” (oraz Selena Gomez)                     | 1                            | 4                            | 2                            | 4                            | 3                            | 2                            | 3                            | 2                            | 3                            | 7                            | - POL: 3× platynowa płyta | Stargazing                     |
| 2017                                                     | „First Time” (oraz Ellie Goulding)                    | 3                            | 29                           | 23                           | –                            | 13                           | 28                           | 22                           | 6                            | 14                           | 34                           | - POL: złota płyta | Stargazing                     |
| 2017                                                     | „Stargazing” (gościnnie: Justin Jesso)                | 2                            | –                            | 21                           | 41                           | –                            | 18                           | 15                           | 8                            | 9                            | 44                           | - POL: platynowa płyta | Stargazing                     |
| 2017                                                     | „Kids in Love” (gościnnie: The Night Game)            | 8                            | 94                           | –                            | –                            | –                            | 90                           | –                            | 19                           | 33                           | 99                           | | Kids In Love                   |
| 2018                                                     | „Stranger Things” (gościnnie: OneRepublic)            | –                            | –                            | –                            | –                            | –                            | –                            | –                            | 56                           | 48                           | –                            | | Kids In Love                   |
| 2018                                                     | „Remind Me to Forget” (gościnnie: Miguel)             | 2                            | 14                           | 4                            | 8                            | –                            | 14                           | 18                           | 3                            | 2                            | 69                           | - AUS: 2× platynowa płyta - BEL: złota płyta - POL: platynowa płyta | Kids In Love                   |
| 2018                                                     | „Born to Be Yours” (oraz Imagine Dragons)             | 4                            | 18                           | 12                           | 41                           | –                            | 22                           | 36                           | 4                            | 5                            | 54                           | - AUS: 2× platynowa płyta - POL: 2× platynowa płyta | Origins                        |
| 2018                                                     | „Happy Now” (gościnnie: Sandro Cavazza)               | 6                            | 50                           | 53                           | 26                           | 13                           | 53                           | 24                           | 3                            | 20                           | –                            | - POL: platynowa płyta | –                              |
| 2019                                                     | „Think About You” (gościnnie: Valerie Broussard)      | 5                            | –                            | 61                           | –                            | –                            | 67                           | –                            | 12                           | 32                           | 82                           | | –                              |
| 2019                                                     | „Carry On” (oraz Rita Ora)                            | 7                            | 43                           | 27                           | 40                           | –                            | 46                           | 35                           | 28                           | 14                           | 26                           | - AUS: złota płyta - CAN: złota płyta - POL: platynowa płyta | –                              |
| 2019                                                     | „Not Ok” (oraz Chelsea Culter)                        | 7                            | 99                           | –                            | –                            | –                            | –                            | –                            | –                            | –                            | –                            | | –                              |
| 2019                                                     | „Kem kan eg ringe” (gościnnie: Store P i Lars Vaular) | 7                            | –                            | –                            | –                            | –                            | –                            | –                            | –                            | –                            | –                            | | –                              |
| 2019                                                     | „Higher Love” (oraz Whitney Houston)                  | 2                            | 20                           | 20                           | 4                            | –                            | 22                           | 27                           | 9                            | 10                           | 2                            | - AUS: 2x platynowa płyta - BEL: złota płyta - USA: złota płyta - POL: 2x platynowa płyta                                                                                                 | Golden Hour                    |
| 2019                                                     | „Family” (oraz The Chainsmokers)                      | 31                           | –                            | –                            | 52                           | –                            | –                            | 60                           | 60                           | 51                           | –                            | | World War Joy                  |
| 2020                                                     | „Forever Yours” (oraz Avicii i Sandro Cavazza)        | 5                            | –                            | –                            | 58                           | –                            | 65                           | 65                           | 4                            | 25                           | –                            | | –                              |
| 2020                                                     | „Like It Is” (oraz Zara Larsson i Tyga)               | 3                            | –                            | 37                           | 54                           | 20                           | 41                           | 56                           | 4                            | 9                            | 49                           | - POL: złota płyta | Golden Hour                    |
| 2020                                                     | „I'll Wait” (oraz Sasha Sloan)                        | 9                            | –                            | 71                           | –                            | –                            | 89                           | –                            | 28                           | 21                           | –                            | | Golden Hour                    |
| 2020                                                     | „Freedom” (gościnnie: Zak Abel)                       | 11                           | –                            | 51                           | –                            | –                            | 90                           | –                            | 23                           | 25                           | –                            | | Golden Hour                    |
| 2020                                                     | „Lose Somebody” (oraz OneRepublic)                    | 5                            | 31                           | 28                           | 34                           | –                            | 45                           | 30                           | 12                           | 20                           | 46                           | - AUS: złota płyta - POL: złota płyta | Golden Hour                    |
| 2020                                                     | „The Truth” (oraz Valerie Broussard)                  | 28                           | –                            | –                            | –                            | –                            | –                            | –                            | 61                           | 63                           | –                            | | Golden Hour                    |
| 2020                                                     | „What’s Love Got to Do with It” (oraz Tina Turner)    | 4                            | 95                           | 23                           | 13                           | –                            | 26                           | 58                           | 7                            | 6                            | 31                           | - POL: platynowa płyta | –                              |
| 2020                                                     | „Hot Stuff” (oraz Donna Summer)                       | 23                           | –                            | –                            | –                            | –                            | 74                           | –                            | 25                           | 27                           | –                            | | –                              |
| 2021                                                     | „Gone Are the Days” (oraz James Gillespie)            | 7                            | –                            | –                            | 85                           | –                            | –                            | –                            | 21                           | 65                           | –                            | | Thrill of the Chase            |
| 2021                                                     | „Love Me Now” (gościnnie: Zoe Wess)                   | 5                            | –                            | 62                           | –                            | –                            | 69                           | –                            | 17                           | 28                           | –                            | - AUT: złota płyta | Thrill of the Chase            |
| 2021                                                     | „Undeniable” (gościnnie: X Ambassadors)               | 8                            | –                            | –                            | –                            | –                            | –                            | 39                           | 41                           | 55                           | –                            | | Thrill of the Chase            |
| 2022                                                     | „Dancing Feet” (gościnnie: DNCE)                      | 8                            | –                            | –                            | 35                           | –                            | –                            | 53                           | 33                           | 60                           | –                            | - AUT: złota płyta - CAN: złota płyta | Thrill of the Chase            |
| 2022                                                     | „Freeze”                                              | 37                           | –                            | –                            | –                            | –                            | –                            | –                            | 108                          | –                            | –                            | | Thrill of the Chase            |
| 2022                                                     | „Never Really Loved Me” (oraz Dean Lewis)             | 14                           | –                            | –                            | –                            | –                            | –                            | –                            | 16                           | 100                          | –                            | - SWE: złota płyta | Thrill of the Chase            |
| 2022                                                     | „Lost Without You” (oraz Dean Lewis)                  | –                            | –                            | –                            | 40                           | –                            | –                            | 38                           | 66                           | –                            | –                            | | Thrill of the Chase            |
| 2022                                                     | „Woke Up in Love” (oraz Gryffin i Calum Scott)        | 23                           | –                            | –                            | 38                           | –                            | –                            | –                            | 27                           | 42                           | –                            | - SWE: złota płyta | Thrill of the Chase oraz Alive |
| 2023                                                     | „Say Say Say” (oraz Paul McCartney i Michael Jackson) | 16                           | –                            | –                            | –                            | –                            | –                            | –                            | 41                           | –                            | –                            | - FR: złota płyta | –                              |
| 2024                                                     | „Whatever” (oraz Ava Max)                             | 1                            | –                            | 20                           | 20                           | 31                           | 15                           | 19                           | 9                            | 15                           | 15                           | - BEL: zlota płyta - POL: platynowa płyta | Kygo                           |
| 2024                                                     | „For Life” (oraz Zak Abel i Nile Rodgers)             | 24                           | –                            | –                            | 22                           | –                            | –                            | –                            | 27                           | 75                           | 75                           | | Kygo                           |
| 2024                                                     | „Without You” (oraz Hayla)                            | –                            | –                            | –                            | –                            | –                            | –                            | –                            | –                            | –                            | –                            | | Kygo                           |
| 2024                                                     | „Me Before You” (oraz Phil Plested)                   | 39                           | –                            | –                            | –                            | –                            | –                            | –                            | 67                           | –                            | –                            | | Kygo                           |
| 2024                                                     | „Stars Will Align” (oraz Imagine Dragons)             | 24                           | –                            | –                            | 26                           | –                            | –                            | 82                           | 58                           | 51                           | 69                           | | TBA                            |
| 2024                                                     | „Hold on Me” (oraz Sandro Cavazza)                    | 25                           | –                            | –                            | –                            | –                            | –                            | –                            | 49                           | –                            | –                            | | TBA                            |
| 2025                                                     | „Chasing Paradise” (oraz OneRepublic)                 | –                            | –                            | –                            | 23                           | –                            | 91                           | –                            | 48                           | 76                           | –                            | | TBA                            |
| 2025                                                     | „Can't Get Enough” (oraz Victoria)                    | 16                           | –                            | –                            | –                            | –                            | –                            | –                            | –                            | –                            | –                            | | TBA                            |
| „–” oznacza, że singel nie był notowany na danej liście. |                                                       |                              |                              |                              |                              |                              |                              |                              |                              |                              |                              | |                                |

### Single promocyjne
| Rok  | Singel       |
| ---- | ------------ |
| 2015 | „I See Fire” |

### Inne notowane utwory
| Rok                                                      | Utwór                                                                 | Pozycje na listach przebojów | Pozycje na listach przebojów | Album                                      |
| Rok                                                      | Utwór                                                                 | NED (Top 40)                 | SWE                          | Album                                      |
| -------------------------------------------------------- | --------------------------------------------------------------------- | ---------------------------- | ---------------------------- | ------------------------------------------ |
| 2014                                                     | „Cut Your Teeth” (wspólnie z Kylą La Grange)                          | 19                           | –                            |                                            |
| 2015                                                     | „Coming Over” (wspólnie z Dillonem Francisem, gościnnie James Hersey) | –                            | 93                           | This Mixtape is Fire (EP Dillona Francisa) |
| „–” oznacza, że singel nie był notowany na danej liście. |                                                                       |                              |                              |                                            |

### Remiksy
| Rok  | Utwór                                         | Oryginalny wykonawca               |
| ---- | --------------------------------------------- | ---------------------------------- |
| 2013 | „Stay”                                        | Rihanna, gościnnie Mikky Ekko      |
| 2013 | „The Wilhelm Scream”                          | James Blake                        |
| 2013 | „Limit to Your Love”                          | James Blake                        |
| 2013 | „Let Her Go”                                  | Passenger                          |
| 2013 | „Brother”                                     | Matt Corby                         |
| 2013 | „Resolution”                                  | Matt Corby                         |
| 2013 | „Caravan"                                     | Passenger                          |
| 2013 | „Jolene”                                      | Dolly Parton                       |
| 2013 | „Angels”                                      | The xx                             |
| 2013 | „No Diggity” vs. „Thrift Shop”                | Ed Sheeran & Passenger             |
| 2013 | „Can’t Afford It All”                         | Jakubi                             |
| 2013 | „Electric Feel”                               | Henry Green                        |
| 2013 | „Dancer”                                      | Didrik Thulin                      |
| 2013 | „I Don't Like You”                            | Eva Simons                         |
| 2013 | „High for This"                               | Ellie Goulding                     |
| 2013 | „Sexual Healing”                              | Marvin Gaye                        |
| 2013 | „I See Fire”                                  | Ed Sheeran                         |
| 2014 | „Younger”                                     | Seinabo Sey                        |
| 2014 | „Cut Your Teeth”                              | Kyla La Grange                     |
| 2014 | „Miami 82”                                    | Syn Cole, gościnnie Madame Buttons |
| 2014 | „Wait”                                        | M83                                |
| 2014 | „Shine”                                       | Benjamin Francis Leftwich          |
| 2014 | „Midnight”                                    | Coldplay                           |
| 2014 | „Often”                                       | The Weeknd                         |
| 2014 | „Dirty Paws”                                  | Of Monsters and Men                |
| 2015 | „Coming Over” (wspólmie z Dillonem Francisem) | James Hersey                       |
| 2015 | „Take on Me”                                  | A-ha                               |
| 2016 | „Starboy”                                     | The Weeknd i Daft Punk             |
| 2017 | „Tired”                                       | Alan Walker                        |
| 2017 | „Electric Green”                              | Henry Green                        |
| 2017 | „You’re the Best Thing About Me”              | U2                                 |
| 2022 | „Let Somebody Go”                             | Coldplay i Selena Gomez            |